# 鳥 (電影)
《鳥》（英語：The Birds，又名《群鳥》，新加坡公映時譯《鳥陣驚魂》），英國導演亞佛烈德·希區考克所執導的一部電影，於1963年上映，根據達夫妮·杜穆里埃（Daphne du Maurier）的小說所改編，被認為是希區考克代表作之一。获AFI百年百大电影提名。

## 剧情
任性的富家女米兰妮是一家报社老板的女儿，一天她与律师米契在旧金山一家鸟店里邂逅，米契认出了曾经刁蛮的米兰妮，戏弄了她。米兰妮却没有气恼，反而记下了米契的车牌，还订购了米契要找的一對爱情鸟。第二天，米兰妮提着爱情鸚鵡找到米契的住处，但却得知米契到海边家中度周末去了。一心想捉弄米契的米兰妮驱车来到海边小镇波德加湾，得知米契有个妹妹凯茜后，本想报复的她把鸚鵡悄悄留在米契家中送给了凯茜。 　　 
米契见到鸟笼追上米兰妮，她在归途中被一只海鸥啄伤，米契就留米兰妮晚上在家吃饭。米兰妮见到了米契的母亲莉莉安、妹妹凯西，以及他的前任女友安妮，她与米契的感情也在顺利发展。就在这时，灾难发生了。 　　 
先是一群海鸥突然袭击了米契妹妹的生日野宴，接着从烟囱中飞进的一群麻雀又把米契的家搅得天翻地覆。第二天一早，莉莉安就发现一位镇民在家里被群鸟杀死，体无完肤，眼睛也被啄掉了。米兰妮照顾莉莉安睡下后，到学校去接凯西回家，却发现校园里密密麻麻的已经聚满了烏鴉。孩子们迅速被疏散回家，疯狂的鸟群在路上袭击了他们。 　　 
把凯西安置在安妮家后，米兰妮来到镇上餐馆，把消息告诉了父亲。很快，先是加油站遭到袭击，酿成了一场可怕的火灾。整个镇子都被笼罩在被群鸟袭击的恐怖之中，安妮为了保护凯茜，惨死在屋前。 　　 
当晚，无法离去的四个人在家中再次遭到鸟群的袭击，米契奋力维持住屋子不被鸟群攻进。一轮攻击过后，米兰妮来到楼上查看，被闯入的群鸟啄成重伤，米契拼命把她救出。 　　 
凌晨，一家人决定冒险闯出鸟群到旧金山去。四个人蹑手蹑脚地走出屋子，成功进入车中，米契缓慢地把车子驶向道路的远方……

## 角色
- 蒂比·海德倫 - Melanie Daniels
- 羅德·泰勒 - Mitch Brenner
- 潔西卡·坦迪 - Lydia Brenner
- 蘇珊妮·普萊薛特 - Annie Hayworth
- 維羅妮卡·卡特賴特（英语：Veronica Cartwright） - Cathy Brenner
- 埃塞爾·格里菲斯（英语：Ethel Griffies） - Mrs. Bundy
- 查爾斯·麥格勞（英语：Charles McGraw） - Sebastian Sholes
- 露絲·麥克德維特（英语：Ruth McDevitt） - Mrs. MacGruder
- 馬爾科姆·阿特伯里（英语：Malcolm Atterbury） - Deputy Al Malone
- 伊麗莎白·威爾遜（英语：Elizabeth Wilson） - Helen Carter
- 朗尼·查普曼（英语：Lonny Chapman） - Deke Carter

## 外部連結
- 互联网电影数据库（IMDb）上《The Birds》的资料（英文）
- TCM电影资料库上《The Birds》的资料（英文）
- AllMovie上《The Birds》的资料（英文）
- Box Office Mojo上《The Birds》的資料（英文）
- Monograph on The Birds at Senses of Cinema
- Analytical summary by Tim Dirks at AMC Filmsite （页面存档备份，存于）
- Complete script of the film
- YouTube上的Video Essay on "Why Do the Birds Attack?"

Streaming audio
- The Birds[] on Lux Radio Theater: July 20, 1953
- The Birds on Escape: July 10, 1954